# Apòdosi
El conseqüent o apòdosi en alguns contextos, és la segona meitat d'una proposició hipotètica. Completa el significat del que ha estat exposat, que es va proposar prèviament en la pròtasi.
Per exemple, el Codi d'Hammurabi i els centenars de tractats mèdics conservats es construeixen en realitat com una successió de proposicions condicionals introduïdes per la condició i formades per una pròtasi i una apòdosi.
En lògica, atès l'enunciat condicional si p llavors q: l'enunciat component que segueix el «llavors» és el conseqüent o l'implicat o apòdosi. A l'enunciat compost "Si tens deu mil dòlars, llavors podràs viatjar a Europa", l'apòdosi és "podràs viatjar a Europa".
Exemples:
- Si {\displaystyle P}, llavors {\displaystyle Q}.

Q és el conseqüent d'aquesta proposició hipotètica.
- Si {\displaystyle X} és un mamífer, llavors {\displaystyle X} és un animal.

Aquí, "{\displaystyle X} és un animal" és el conseqüent.
- Si les computadores poden pensar, llavors són vives.

"Són vives" és el conseqüent.
El conseqüent en una proposició hipotètica no és necessàriament un predicat de l'antecedent: "Si els micos són morats, llavors els peixos parlen Klingon".
"Els peixos parlen Klingon" és el conseqüent aquí, però intuïtivament no és una prèdica categòrica de (ni té res a veure amb) l'afirmació feta en l'antecedent que "els micos són morats".